# Lưu Đường

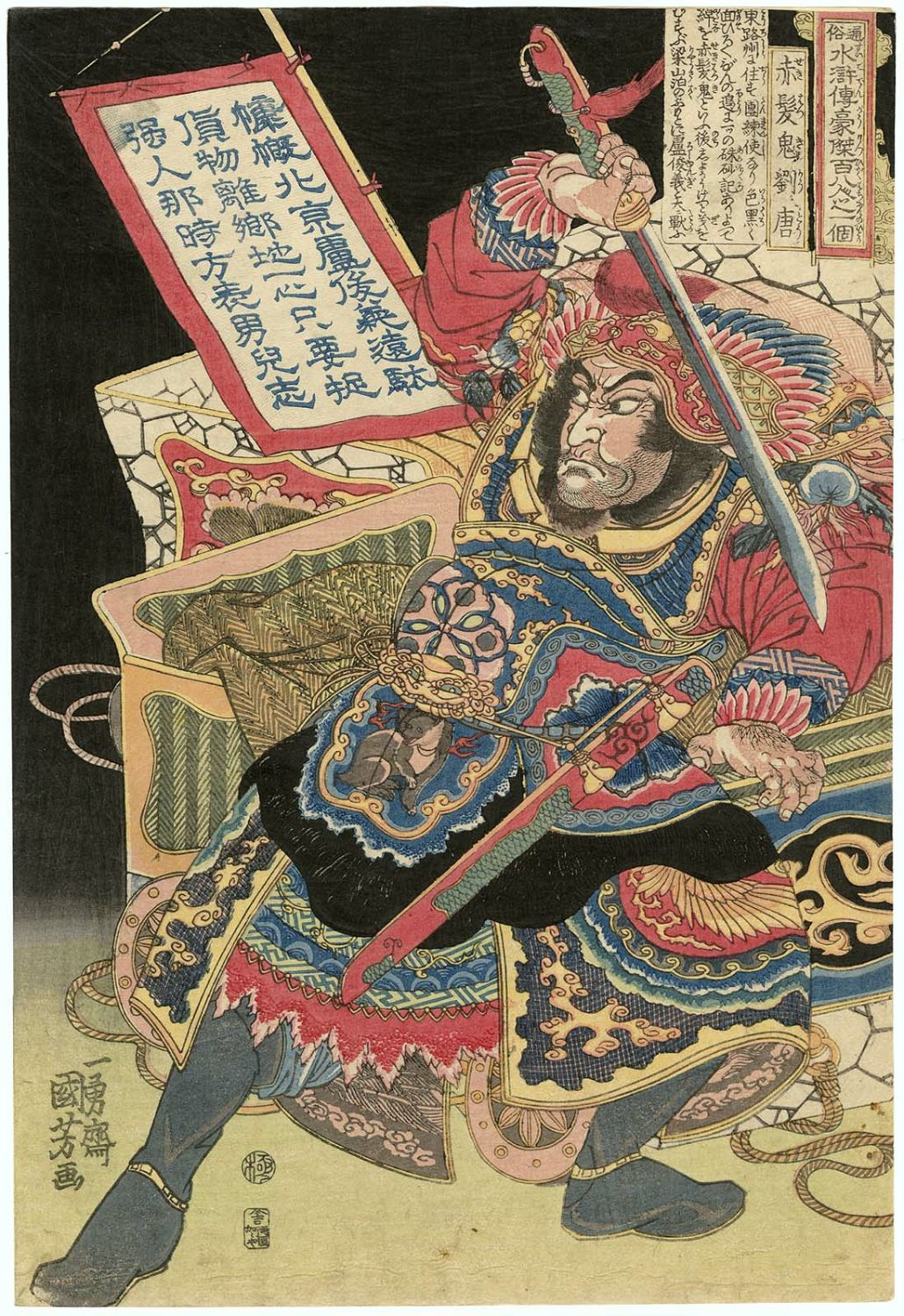
Lưu Đường.

Lưu Đường (chữ Hán: 劉唐; bính âm: Liú Táng) là một nhân vật hư cấu trong tác phẩm Thủy hử. Ông có biệt hiệu là Xích Phát Quỷ (chữ Hán: 赤髮鬼; tiếng Anh: Red Haired Devil; nghĩa: Quỷ tóc đỏ). Ở Lương Sơn Bạc, Lưu Đường là đầu lĩnh thứ 21, được sao Thiên Dị Tinh (chữ Hán: 天異星; tiếng Anh: Deviance Star) chiếu mệnh.

## Ngoại hình
Lưu Đường có tóc đỏ, râu đỏ, 2 bên tóc có 2 nốt ruồi đỏ, dung mạo kì vĩ, người khoẻ sức địch muôn người. Khi bị phát hiện ở miếu Linh Quan, Lưu Đường không cần vũ khí, chỉ với hai tay không đã đánh bại hơn 20 thổ binh của đô đầu Lôi Hoành, khiến Lôi Hoành cũng phải khen ngợi.

## Gặp Tiều Cái
Khi Lưu Đường đi qua thôn Đông Khê tìm Tiều Cái để thông báo về chuyến hàng áp tải châu báu chúc thọ Thái sư Sái Kinh do Dương Chí đảm nhiệm, do uống rượu quá say, ông nằm ngủ tại miếu Linh Quan và bị đô đầu huyện Vận Thành là Lôi Hoành bắt vì tưởng là cướp. Tiều Cái muốn giải thoát cho Lưu Đường, nên giả vờ gọi ông là cháu gọi mình bằng cậu. Lôi Hoành thấy ông là cháu của Tiều Cái thì thả. Do quá tức giận, muốn lấy lại thể diện nên Lưu Đường đã chặn đánh Lôi Hoành giữa đường từ thôn Đông Khê về huyện Vận Thành, khiến Ngô Dụng và Tiều Cái phải đến can ngăn.

## Cướp sinh thần cương
Lưu Đường là một trong bảy hảo hán (sáu người còn lại là Tiều Cái, Ngô Dụng, Công Tôn Thắng, Nguyễn Tiểu Nhị, Nguyễn Tiểu Ngũ, Nguyễn Tiểu Thất cùng với Bạch Thắng dùng rượu có thuốc mê làm Dương Chí bất tỉnh để cướp sinh thần cương.
Vụ cướp sinh thần cương lan truyền đến huyện Vận Thành. Theo lời khai của Bạch Thắng, quan phủ sai Hà Đào, Tống Giang và hai đô đầu Chu Đồng và Lôi Hoành dẫn quân đi bắt bảy tên cướp. Tống Giang lừa Hà Đào ngồi đợi rồi phóng ngựa đến thôn Đông Khê thông báo cho bảy người biết để kịp thời trốn thoát. Nhờ đó, Lưu Đường cùng Tiều Cái, Ngô Dụng, Công Tôn Thắng, Nguyễn Tiểu Nhị, Nguyễn Tiểu Ngũ, Nguyễn Tiểu Thất rủ nhau đi nương náu ở Lương Sơn Bạc. Qua lời kể của Lâm Xung, Lưu Đường biết được chủ trại Vương Luân là kẻ hẹp hòi, sẽ không cho bảy người ở lại Lương Sơn lâu dài. Ngô Dụng bèn khích Lâm Xung giết chết Vương Luân, rồi tôn Tiều Cái lên làm chủ trại.

## Đánh chợ Tăng đầu
Người ở chợ Tăng đầu cướp mất số ngựa mà Thạch Tú, Đoàn Cảnh Trụ và Lưu Đường mua về cho Lương Sơn Bạc, lại đánh cả Lưu Đường, rồi đặt ra bài vè giễu cợt Lương Sơn:
"Lay động thiết hoàn lệnh
Quỷ thần đều sợ kinh
Xe sắt cùng khoá sắt;
Dưới trên có chốt đinh
Quét sạch Lương Sơn lấp Thủy Bạc;
Dong cổ Tiều Cái về Đông Kinh.
Bắt sống Cập Thời Vũ
Trói chặt Trí Đa Tinh
Họ Tăng có năm hổ
Thiên hạ nức uy danh."
Tiều Cái vô cùng tức giận, dẫn binh đánh Tăng đầu. Nhưng trong một trận đánh, Tiều Cái tử trận vì trúng tên của Sử Văn Cung. Trước khi chết, Tiều Cái bẻ gãy mũi tên và trăng trối: "Ai giết được Sử Văn Cung thì làm chủ trại thay ta !".
Theo yêu cầu của Tống Giang, Ngô Dụng bày kế chiêu dụ Lư Tuấn Nghĩa và Yến Thanh lên Lương Sơn. Lư Tuấn Nghĩa đã giết Sử Văn Cung để trả thù cho Tiều Cái.
Khi Lương Sơn phân định ngôi thứ, Lưu Đường ngồi ghế thứ 21, là Thiên Dị Tinh thuộc nhóm 36 Thiên Cương. Chức vụ Bộ quân đầu lĩnh, là 1 trong 10 thủ lĩnh đứng đầu bộ quân Lương Sơn.

## Đánh Phương Lạp và tử trận
Sau này khi đi đánh Phương Lạp, Lư Tuấn Nghĩa dẫn bọn Lâm Xung đem quân đánh vào cửa Hầu Triều, người ngựa đến gần thành thì thấy cửa không đóng, cầu treo không rút. Thành Hàng Châu do Tiên vương xây dựng, cửa thành đều xây theo kiểu ba lớp: lớp cửa ngoài có cánh cửa treo, lớp cửa giữa có hai cánh lớn bằng sắt, trong cùng lại một lớp cửa rào nữa. Lưu Đường muốn lập công đầu, vội vác đao thúc ngựa xông thẳng vào thành. Lưu Đường vừa lọt vào lớp cửa ngoài, quân giữ thành thấy Lưu Đường phi ngựa vào, liền chặt đứt dây treo cánh cửa ngoài, cánh cửa ngoài sập xuống, hai bên có quân giặc mai phục sẵn. Lưu Đường cả người lẫn ngựa đều rơi chết dưới cửa hào.

## TrongĐãng Khấu Chí
Tại hồi 57, Vân Thiên Bưu lệnh cho Tất Ứng Nguyên, Khổng Hậu, Bàng Nghị, Đưỡng Mãnh lĩnh 6.000 binh mã phòng thủ phía sau núi Tần Phong. Lưu Đường, Thi Ân, Hô Diên Chước dẫn quân đánh đến. Bàng Nghị đánh với Hô Diên Chước, Đường Mãnh đánh Lưu Đường, Thi Ân. Thi Ân bị đánh trúng vai trái, 2 bên đều lui. Hôm sau, Lưu Đường xuất chiến, đánh Bàng Nghị hơn 80 hiệp, sau thua phải rút lui. Tất Ứng Nguyên và Khổng Hậu bày kế dùng cửa sập, dụ quân Lưu Đường. Hôm thứ ba, Bàng Nghị giải thua dụ Lưu Đường và Hô Diên Chước vào chỗ mai phục. Lưu Đường bị Bàng Nghị dùng kế đào đao đánh 1 đao vào chân ngã nhào, bị bắt sống.